# Guerra de São Sabas
A Guerra de São Sabas ou San Saba foi um conflito travado entre as repúblicas marítimas do Mediterrâneo de Gênova e Veneza, apoiadas por seus respectivos aliados no período de 1256 até 1270. Foi a primeira das chamadas guerras veneziano-genovesas.

## Contexto
A guerra começou quando os venezianos foram expulsos de Tiro em 1256 por conta de uma disputa de terras em Acre que pertenciam ao Mosteiro de São Saba, mas que eram reivindicadas tanto pelos genoveses quanto pelos venezianos. Inicialmente, Gênova claramente estava em vantagem, mas os sucessos iniciais foram abruptamente revertidos quando a República de Pisa, uma antiga aliada, assinou um pacto de aliança militar de dez anos com Veneza.
Em 1257, o almirante veneziano Lorenzo Tiepolo rompeu a corrente que guardava a entrada do porto de Acre e destruiu diversas naus genovesas, conquistou as terras em disputa e destruiu as fortificações de São Saba; porém, ele foi incapaz de expulsar os genoveses, que somavam 800 soldados e estavam armados com 50-60 balistas, de seu quarteirão na cidade, apesar de ter conseguido cercá-los. Os venezianos então trouxeram as suas próprias armas de cerco.
Os famosos besteiros genoveses também estavam na luta em Acre: a vida do conde de Jafa só foi poupada por um cônsul genovês muito cavalheiro que proibiu seus besteiros de atirar no conde a partir de sua torre. Pisa e Veneza estavam contratando homens para suas galés em Acre durante o cerco: o pagamento médio para um pisano - ou veneziano - empregado em uma das galés era de dez besantes sarracenos por dia e nove por uma noite. O bloqueio durou mais de um ano (talvez doze ou quatorze meses), mas, como o complexo dos hospitalários era muito perto do quarteirão genovês, comida chegava até eles muito facilmente, mesmo que vinda de lugares tão distantes quanto Tiro, terra de Filipe de Monforte.
Neste ponto, em agosto de 1257, o regente real, João de Apolônia, que havia inicialmente tentado mediar entre as partes, confirmou um tratado com a cidade de Ancona concedendo a ela os direitos comerciais em Acre em troca do auxílio de cinquenta cavaleiros por dois anos. Embora Ancona fosse uma aliada de Gênova e João estivesse buscando mais aliados para apoiar Gênova contra Veneza, seu plano, ao final, virou-se contra ele e João de Jafa e João de Beirute "manipularam as complexas leis regenciais" para conseguir colocar os feudos do Reino de Jerusalém no campo veneziano. Nesta empreitada, eles tiveram o apoio do novo oficial de justiça, Placência de Chipre, de Boemundo IV de Antioquia e dos templários. A partir daí, Filipe de Monforte, que vinha providenciando comida aos genoveses em Acre, se tornara um dos únicos aliados de Gênova.
Filipe estava a pouco mais de um quilômetro de Acre, num lugar chamado "a nova Vigny" (la Vignie Neuve) com "80 homens a cavalo e 300 arqueiros de suas terras". Em junho, como planejado, ele marchou para Acre e se juntou com um bando de hospitalários enquanto a frota genovesa atacava a cidade por mar. A marinha genovesa, que somava 48 galés e quatro barcos à vela armados com máquinas de cerco, sob o comando de Rosso della Turca, foi rapidamente derrotada pelos venezianos e os genoveses tiveram que abandonar seu quarteirão e recuar com Filipe de Tiro. O conflito diminuiu de intensidade e, em 1261, uma frágil paz vigorava, mesmo com os genoveses fora de Acre. O papa Urbano IV, que estava compreensivelmente preocupado com o efeito desta guerra no caso de um ataque dos mongóis - uma ameaça que não se materializou - agora tentava organizar um concílio para re-estabelecer a ordem no reino após cinco anos de lutas.
Os genoveses então se aproximaram de Miguel VIII Paleólogo, o imperador de Niceia. Após o Tratado de Ninfeu ter sido ratificado em 1261, o imperador financiou cinquenta navios para lutar contra os venezianos que, após este ataque, retornaram a Tiro para conquistá-la, mas recuaram quando a cidade foi reforçada.
Durante as contínuas escaramuças da década de 1260, ambos os lados empregaram soldados muçulmanos, a maioria turcos, contra seus inimigos cristãos. Em 1266, os genoveses haviam feito uma aliança com Baybars, que deveria municiar tropas para uma expedição contra Acre, mas a prometida frota genovesa jamais apareceu. Em 1267, Gênova conseguiu capturar a Torre das Moscas e bloquear o porto de Acre por doze dias antes de serem expulsos por uma flotilha veneziana.
A guerra contínua entre Gênova e Veneza teve um grande impacto negativo na habilidade do reino de resistir às ameaças externas à sua existência. Com exceção dos religiosos, a maior parte dos edifícios fortificados de Acre foram destruídos em um momento ou outro (e Acre em si parecia ter sido arrasada pelos muçulmanos) e, de acordo com Rotelino, o autor que continuou a "História" de Guilherme de Tiro, 20 000 homens no total se perderam, um número assustador considerando a carência de soldados dos estados cruzados.
A Guerra de São Sabas terminou em 1270 com um pacto de cessar fogo entre os venezianos e genoveses. Em 1288, Gênova finalmente recebeu de volta seu quarteirão na cidade.